# الجامعة التقنية التشيكية في براغ
الجامعة التقنية التشيكية في براغ (CTU، التشيكية: Seské visoké uchenni technické ضد برازه، ČVUT) هي واحدة من أكبر الجامعات في الجمهورية التشيكية مع 8 كليات، وهي واحدة من أقدم معاهد التكنولوجيا في أوروبا الوسطى. كما أنها أقدم جامعة تقنية غير عسكرية في أوروبا.
وفي العام الدراسي 2020/21، قدمت الجامعة التقنية التشيكية 130 برنامجا للدرجات العلمية باللغة التشيكية و 84 برنامجا باللغة الإنكليزية. وقد اعتبرت واحدة من أفضل 10 جامعات في أوروبا الناشئة وآسيا الوسطى في نفس العام.

## التاريخ
أنشئ المعهد كمعهد للتعليم الهندسي في عام 1707، ولكن كمعهد للتعليم الثانوي. وفي عام 1806، تحول معهد التعليم الهندسي إلى معهد براغ للبوليتكنيك (أو براغ بوليتكنيك)، عندما بدأت الدراسة الجامعية. بعد تفكك الإمبراطورية النمساوية المجرية، تم تغيير اسم المدرسة في عام 1920 إلى الجامعة التقنية التشيكية في براغ.

### الأصول
في 1705، كريستيان جوزيف ويلنبرغدي ؛ طلب من الإمبراطور ليوبولد الأول الإذن بتدريس «فن الهندسة». في وقت لاحق، الابن الوحيد للإمبراطور، الذي خلفه على العرش في 1707 كما انجوزيف الأول، أمر ولاية براغ التشيكية لتوفير التعليم الهندسي. لأسباب مختلفة، لم يتم تنفيذ الطلب لفترة طويلة من الوقت. ومع ذلك، في أكتوبر 1716، كرر ويلنبرغ الطلب. وأخيرا، في 9 نوفمبر 1717، صدر مرسوم من الدولة التشيكية بمنح ويلنبرغ وظيفة أول أستاذ جامعي للهندسة في أوروبا الوسطى. في 7 يناير 1718، بدأ التدريس.
في البداية، بدأ ويلنبرغ تدريس 12 طالباً فقط في شقته الخاصة (ستة بارونات، وأربعة فرسان، واثنين من براغر)، ولكن الطلاب تكاثروا تدريجياً (في عام 1779، كان عددهم حوالي 200 طالب) وبدأوا الدراسة في أماكن أكثر ملاءمة. وفي البداية، ركز التدريب أساسا على العسكريين. استمر التدريس في السنة الأولى ساعة واحدة في اليوم ؛ في السنة الثانية، ساعتين تقريبا.
خليفة بروفانس ويلنبرغ كان يوهان فرديناند شور، باني الهياكل الهيدروليكية في حوض فلتافا ومؤلف الكتب المدرسية المستخدمة في مدرسة الرياضيات. بدأ تحت قيادة ويلنبرغ من خلال تدريس البصريات، والمنظور الهندسي، والرسم التقني والجغرافيا. أما الثالث فكان البروفيسور فرانتشيك أنتونين هيرغيت، الذي ركز بشكل رئيسي على الهندسة المدنية، ولا سيما البناء.

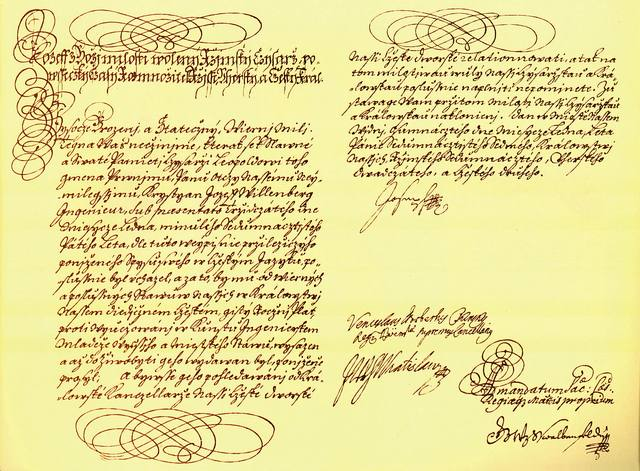
المرسوم التأسيسي للجامعة التقنية التشيكية، الذي صدق عليه جوزيف الأول، الإمبراطور الروماني المقدس ؛ 18 يناير 1707

في سبتمبر 1776، سمحت ماريا تيريزا لهرغيت باستخدام مبنى كليمنتيوم ؛ وفي عام 1786، انتقلت المدرسة إلى المبنى الجديد والأفضل. في عام 1787، أنشئت كلية الهندسة بموجب مرسوم من الإمبراطور جوزيف الثاني.

## الموجز الأكاديمي

### المرتبة
وتعتبر الجامعة أفضل جامعة تقنية في الجمهورية التشيكية. في عام 2010، في التصنيف العالمي للجامعات THES-QS في فئة العلوم التقنية، كما احتلت الجامعة المركز 121، في فئة العلوم الطبيعية - 246. في عام 2018، صنفت الجامعة التقنية التشيكية في المرتبة 220 في الهندسة والتكنولوجيا في تصنيفات جامعة كيو إس العالمية.

### القبول
ويقدم الطلاب طلباتهم إلى هيئة التدريس. ولكل كلية شروط مختلفة للقبول. ويتراوح معدل القبول بين 52.32% (كلية تكنولوجيا المعلومات) و81.51% (كلية علوم النقل). وارتفعت النسبة المئوية للطلاب الدوليين من 2.5% في عام 2000 إلى 16.4% في عام 2017.

### معدل التخرج
وبسبب سرعة وصعوبة عمل الوحدة، فإن نسبة عالية من الطلاب لا يكملون السنة الأولى من دراستهم. وتتراوح معدلات الفشل في العام الأول من 23% (كلية الهندسة المدنية) إلى 47% (كلية تكنولوجيا المعلومات). وعلى وجه الإجمال، ينتهي الأمر بتخريج 48% فقط من طلاب الدراسات الجامعية المسجلين.

## التعاون الدولي

### الدراسة والعمل في الخارج
وللوحدة اتفاقات دولية مع 484 جامعة أجنبية. وتصنف العديد منها في المرتبة المائة الأولى في تصنيف جامعة QS العالمية مثل جامعة سنغافورة الوطنية، وجامعة نانيانغ التكنولوجية، وجامعة بوردو، ومعهد كوريا للعلوم والتكنولوجيا (KAIST)، وجامعة هونغ كونغ للعلوم والتكنولوجيا، والجامعة التقنية في ميونيخ، جامعة دلفت للتكنولوجيا أو KU Leuven .
وللوحدة اتفاقات ثنائية عديدة مع جامعات خارج أوروبا. وأكثر الجامعات طلباً بعد الجامعات هي من كندا وأستراليا وسنغافورة والولايات المتحدة واليابان. ومع ذلك، يختار كثير من الطلاب كل عام الدراسة في وجهات جذابة مثل الأرجنتين والبرازيل والصين وهونغ كونغ والهند وإندونيسيا وجنوب أفريقيا وكوريا الجنوبية وكوستاريكا والمكسيك ونيوزيلندا وبيرو وروسيا وتايوان.
وتشارك الوحدة أيضا في البرنامجين Erasmus وLeonardo.

### الطلاب الدوليون
وتضم الوحدة حاليا أكثر من 3500 طالب دولي من 117 بلدا. حوالي 750 منهم طلاب تبادل. ومن بين المنظمات التي تهتم بالطلاب الدوليين نادي الطلبة الدولي (ISC)، الذي ينظم برنامج الأصدقاء والأنشطة الخارجة عن المناهج الدراسية.

### دبلوم مزدوج
ولدى الاتحاد حاليا 21 اتفاقا مع جامعات مثل الجامعة التقنية في ميونيخ،الجامعة التقنية الراينية الفستفالية أو كلية الثالوث (دبلن).

## الأجزاء المكونة
الوحدة لديها 8 كليات. تأسست أقدم كلية (كلية الهندسة المدنية) في عام 1707، في حين تأسست أصغر كلية وأكثرها انتقائية (كلية تكنولوجيا المعلومات) في عام 2009.
وتضم الجامعة أيضا 5 معاهد جامعية، مثل المعهد التشيكي للمعلوماتية والروبوتات والسيبرانية، ومعهد كلوكنر، ومعهد التربية البدنية والرياضة، والمركز الجامعي للمباني ذات الكفاءة في استخدام الطاقة، ومعهد الفيزياء التجريبية والتطبيقية.
وتشمل الأجزاء المكونة الأخرى مركز الحوسبة والمعلومات، ومركز التكنولوجيا والابتكار، ومركز بحوث التراث الصناعي، ومركز الكيمياء الإشعاعية والكيمياء الإشعاعية، وشعبة البناء والاستثمار، والمكتبة المركزية.
ولدى الجامعة أيضا دار للنشر ومرافق للخدمات.
والنوادي الطلابية داخل الوحدة مدمجة في الاتحاد الطلابي. ويضم 27 عضوا ويغطي مجموعة واسعة من الأنشطة في وقت الفراغ، وأكبر نادي هو سيليكون هيل. وينظم الاتحاد الطلابي أيضا مناسبات اجتماعية للطلاب طوال العام.

## الخريجين البارزين
- فرانتيشك بوهونيك، أخصائي أشعة
- كريستيان دوبلر، عالم رياضيات وفيزيائي
- إيفان بولوج، فيزيائي وأحد مؤسسي الأشعة الطبية
- أنتونين إنجل، مهندس معماري
- جوزيف غيرستنر، فيزيائي ومهندس
- فاتسلاف هافيل، رجل دولة، كاتب ومنشق سابق، شغل منصب آخر رئيس لتشيكوسلوفاكيا
- جوزيف هلافكا، مهندس معماري، المؤسس الرئيسي لأكاديمية العلوم، الراعي
- أوتاكار هوساك، خريج CTU، كيميائي، جنرال، الفيلق التشيكوسلوفاكي في روسيا وفرنسا، مقاتل من Zborov و Terron، رئيس المكتب العسكري للرئيس Masaryk، وزير الدفاع، المدير الأول لمصنع Explosia Semtín، سجين معسكرات الاعتقال داخاو و بوخنفالد، مدير سينثيسيا سيمتين (1945-1948)، سجين سياسي (براغ نوسل- بانكراتش، ميرروف 1950-1956) [14]
- Eva Jiřičná، مهندس معماري
- كاريل جوناس، الذي أصبح تشارلز جوناس (سياسي ويسكونسن)، ناشر تشيكي أمريكي ومشرع ونائب حاكم ولاية ويسكونسن
- جورج كلير، عالم الكمبيوتر والأنظمة
- كارل كويستكا، الجغرافي والتقني
- František Křižík، مخترع، مهندس كهربائي ورجل أعمال
- إيفو لوكاتشوفيتش، رجل أعمال، مؤسس ورئيس Seznam.cz
- فلاديمير بريلوج، الكيميائي والحائز على جائزة نوبل
- ريتشارد Rychtarik، مصمم الديكور
- ماري شنايدروفا-زوبانيكوفا أول امرأة تشيكية تخرجت في الهندسة المدنية (عام 1923)
- اميل فوتوتشيك، كيميائي
- اميل وير، عالم رياضيات
- جوزيف زيتك، مهندس معماري ومهندس

## معرض الصور

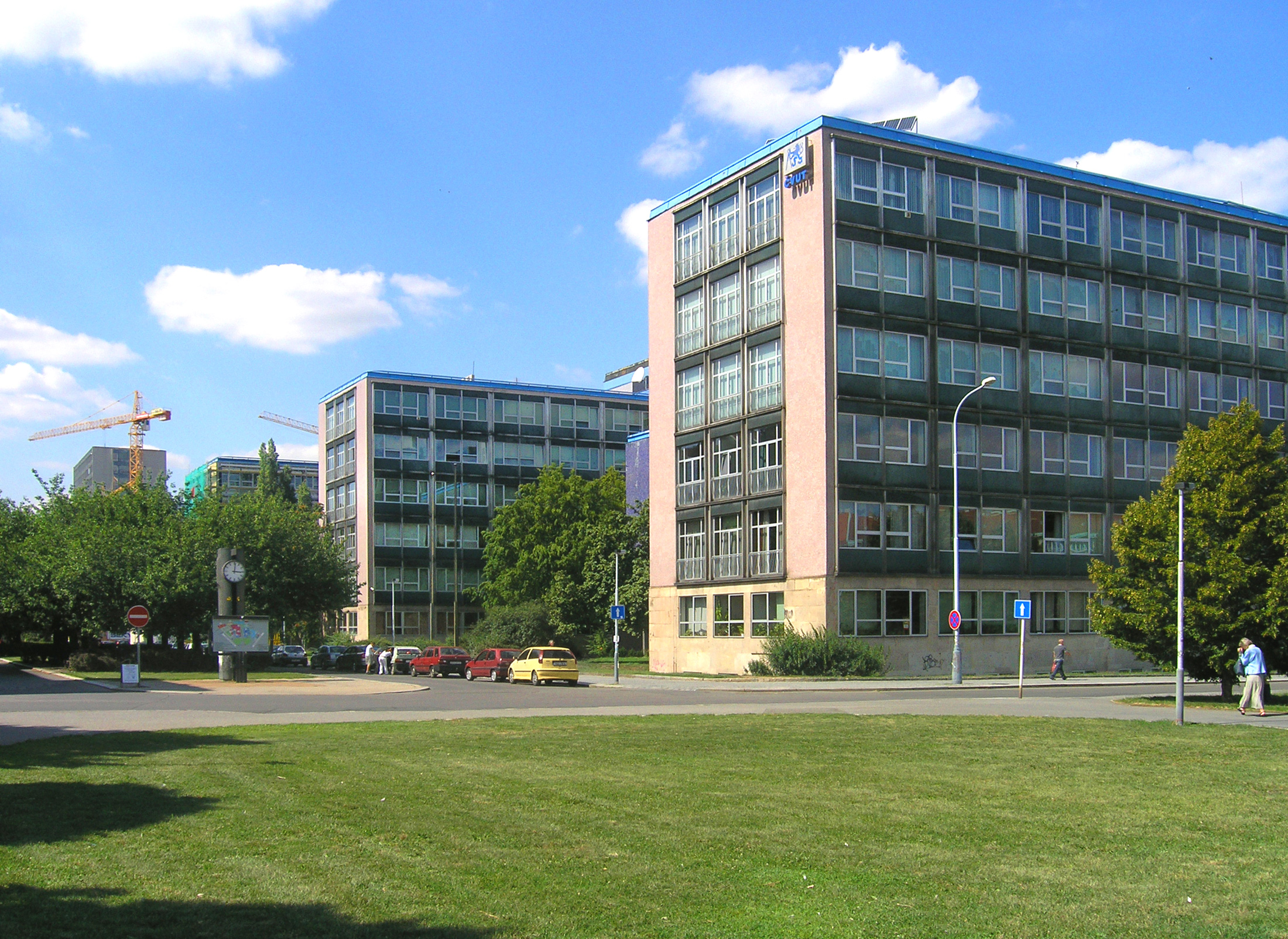
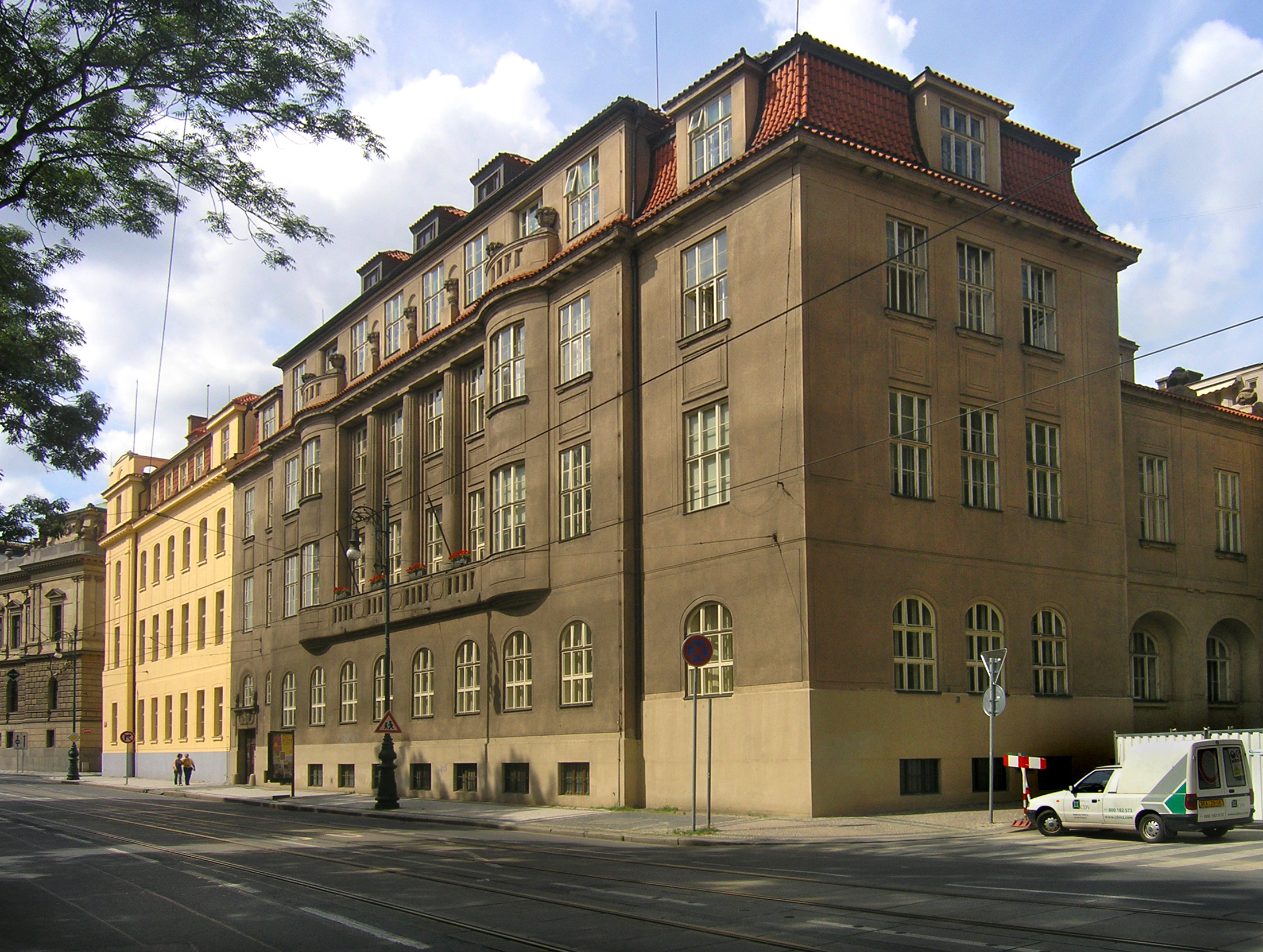
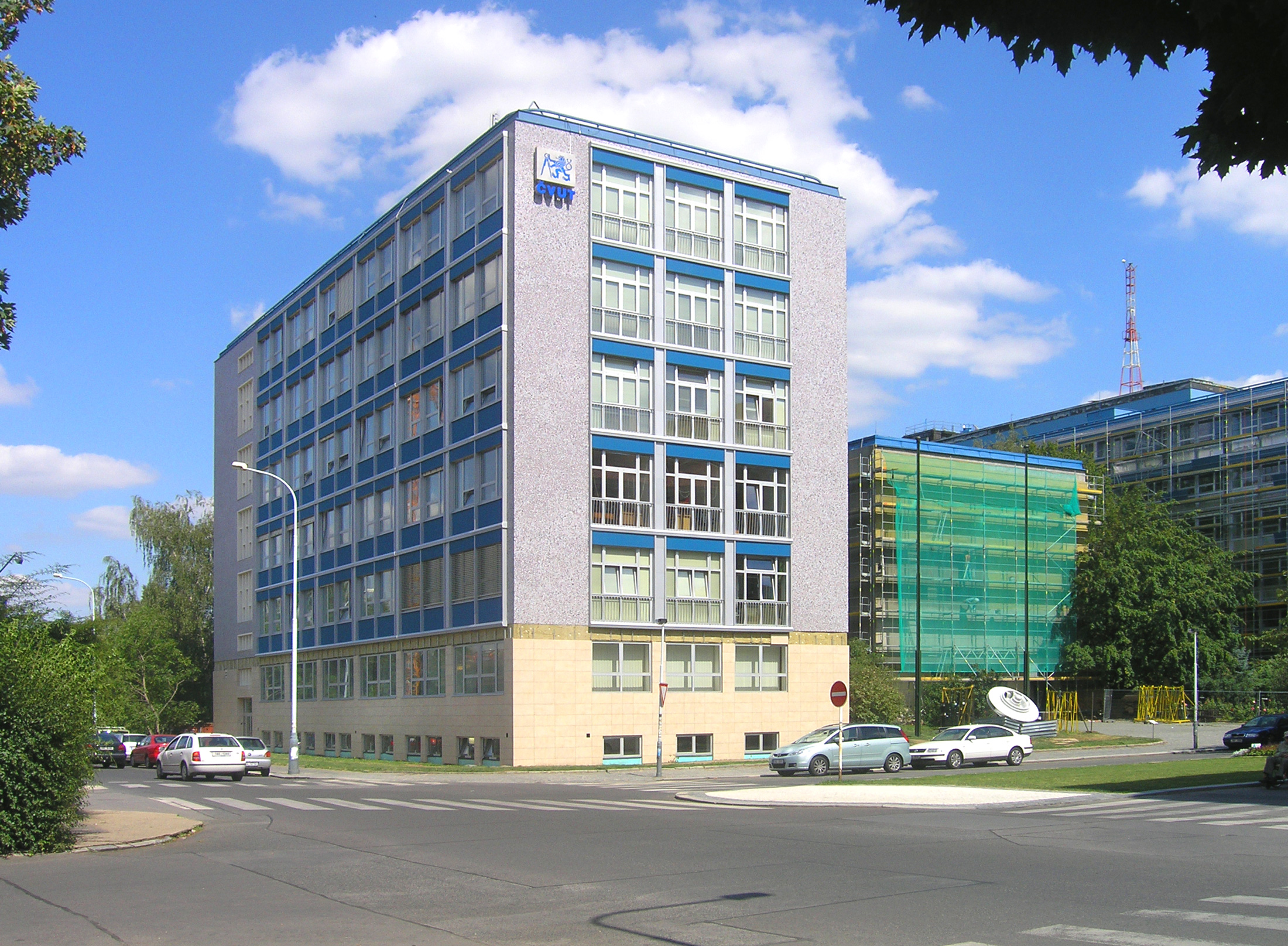
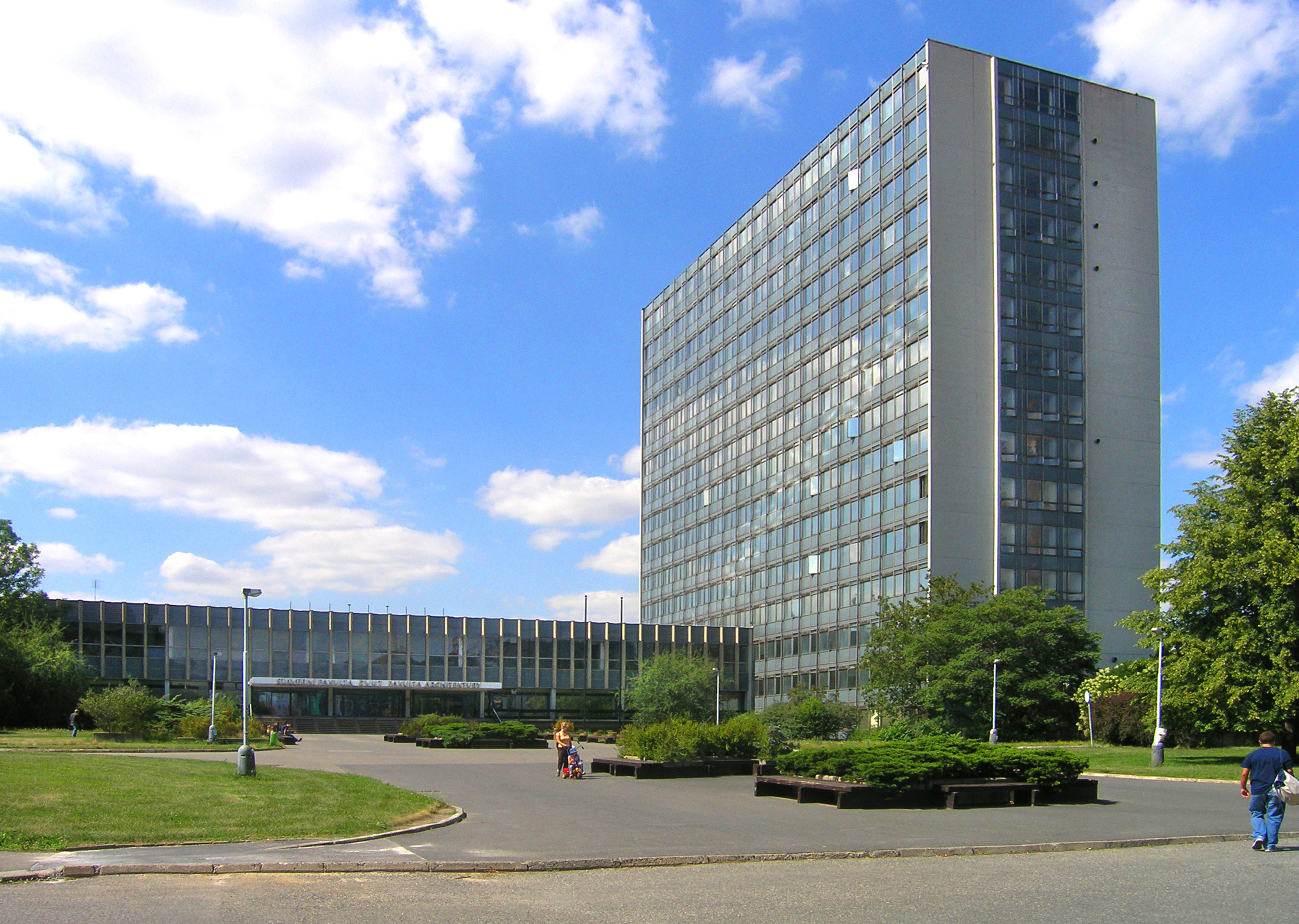
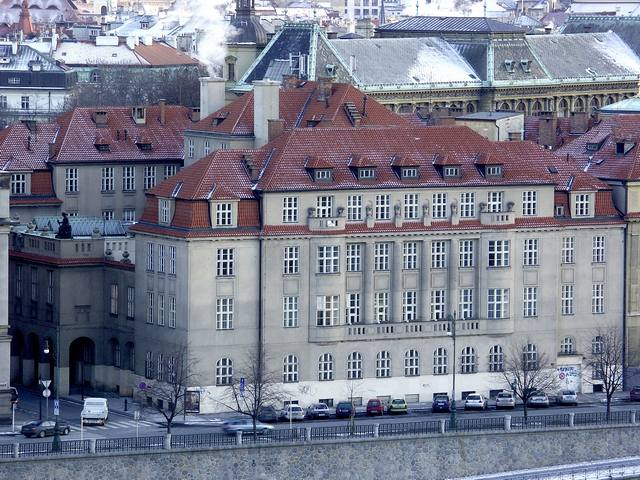